# Жилой дом (Каменноостровский проспект, 41)
Жилой дом на Каменноостровском проспекте, 41 — здание в стиле советского модернизма. Расположено в Петроградском районе Санкт-Петербурга.
Построен в 1970 году по индивидуальному (не типовому) проекту Евгения Левинсона при участии А. Т. Суханова и Т. А. Болдыревой. В современной постройке прессе упоминается как «реконструкция», но фактически ранее расположенные на этом месте дома (деревянный дом купца А. Полякова и каменный доходный двухэтажный дом с трёхэтажными флигелями, в котором с 1982 года было Михайловское учебно-воспитательное заведение для детей артиллерийских офицеров) были снесены. Здание изначально было полукруглым в плане, в реализованном проекте полукруглым остался только козырёк со стороны сквера Профессора Попова. Центральная часть здания с балконами выделена лопатками.